# Watsonarctia bivittata
Watsonarctia bivittata là một loài bướm đêm thuộc phân họ Arctiinae, họ Erebidae.